# Copa Argentina de Futsal
La  Copa Argentina de Futsal es una competición de fútbol sala que enfrenta a todos los clubes participantes de las 4 divisiones del Campeonato de Futsal AFA y a participantes del interior del país. El campeón de la Copa Argentina obtiene el derecho a participar en la Fase Final Nacional de la LNFA de la misma temporada y en la Supercopa de Futsal AFA y de la temporada siguiente.

## Forma de disputa
La Copa se juega en 2 fases. La "Fase Metropolitana" con formato de eliminación directa a partido único en cancha neutral. En esta fase,el cuadro principal está formado por 64 clubes: todos los de 1.ª División (18), todos los de 1.ª División "B" (18), y los ganadores de 2 rondas previas donde participan los equipos de 1.ª División "C" y 1.ª División "D". 
La "Fase Preliminar Regional", organizada por el Consejo Federal, se disputa en varios mini torneos regionales. De ambas fases clasifican 2 equipos a una "Final Four", que se disputa en una sede.

## Historial
| 2015 | Avellaneda                                | Alvear                                    | Boca Juniors                              | [ 2 ] [ 3 ]                               |                                           |                                           |
| 2016 | Avellaneda                                | River Plate                               | Independiente                             | [ 4 ]                                     |                                           |                                           |
| 2017 | Buenos Aires                              | River Plate                               | Villa La Ñata                             | [ 5 ]                                     |                                           |                                           |
| 2018 | Morón                                     | San Lorenzo                               | Kimberley                                 | [ 6 ]                                     |                                           |                                           |
| 2019 | Avellaneda                                | Ferro Carril Oeste                        | Boca Juniors                              | [ 7 ]                                     |                                           |                                           |
| 2020 | No se disputó por la Pandemia de Covid-19 | No se disputó por la Pandemia de Covid-19 | No se disputó por la Pandemia de Covid-19 | No se disputó por la Pandemia de Covid-19 | No se disputó por la Pandemia de Covid-19 | No se disputó por la Pandemia de Covid-19 |
| 2021 | No se disputó por la Pandemia de Covid-19 | No se disputó por la Pandemia de Covid-19 | No se disputó por la Pandemia de Covid-19 | No se disputó por la Pandemia de Covid-19 | No se disputó por la Pandemia de Covid-19 | No se disputó por la Pandemia de Covid-19 |
| 2022 | Buenos Aires                              | San Lorenzo                               | Franja de Oro                             | [ 8 ]                                     |                                           |                                           |
| 2023 | Bariloche                                 | San Lorenzo                               | 17 de Agosto                              | [ 9 ]                                     |                                           |                                           |
| 2024 | Morón                                     | Franja de Oro                             | Independiente                             | [ 10 ]                                    |                                           |                                           |

### Títulos por club
| Equipo        | Títulos | Subtítulos | Años campeón     | Años subcampeón |
| ------------- | ------- | ---------- | ---------------- | --------------- |
| San Lorenzo   | 3       | 0          | 2018, 2022, 2023 |                 |
| River Plate   | 2       | 0          | 2016, 2017       |                 |
| Franja de Oro | 1       | 1          | 2024             | 2022            |
| Alvear        | 1       | 0          | 2015             |                 |
| Ferro         | 1       | 0          | 2019             |                 |
| Boca Juniors  | 0       | 2          |                  | 2015, 2019      |
| Independiente | 0       | 2          |                  | 2016, 2024      |
| Villa La Ñata | 0       | 1          |                  | 2017            |
| Kimberley     | 0       | 1          |                  | 2018            |
| 17 de Agosto  | 0       | 1          |                  | 2023            |